# Corsia dispar
Corsia dispar là một loài thực vật có hoa trong họ Corsiaceae. Loài này được D.L.Jones & B.Gray mô tả khoa học đầu tiên năm 2008.